# Dicranota shushna
Dicranota (Rhaphidolabis) shushna là một loài ruồi trong họ Pediciidae. Chúng phân bố ở vùng Indomalaya.